# Dietrich von Grüningen
Dietrich von Grüningen (oder auch: von Gröningen) (* um 1210; † 3. September 1259) war ein Ordensritter, Landmeister und Deutschmeister des Deutschen Ordens.

## Ordenseintritt
Er stammte aus einem Ministerialengeschlecht bei Weißensee in Thüringen im Dienste der Ludowinger Landgrafen von Thüringen, das sich nach dem Ort Grüningen (heute Ortsteil von Greußen) nannte. Er trat wahrscheinlich am 18. November 1234 in Marburg (Lahn), zusammen mit dem späteren Hochmeister Konrad von Thüringen (1206–1240) und acht weiteren Gefolgsleuten des letzteren, darunter auch der spätere Hochmeister Hartmann von Heldrungen († 1282), in den Deutschen Orden ein. Anlass war wohl die ihnen auferlegte Buße für die Totalzerstörung der Stadt Fritzlar und die Entweihung des dortigen Stiftskirche zwei Jahre zuvor.

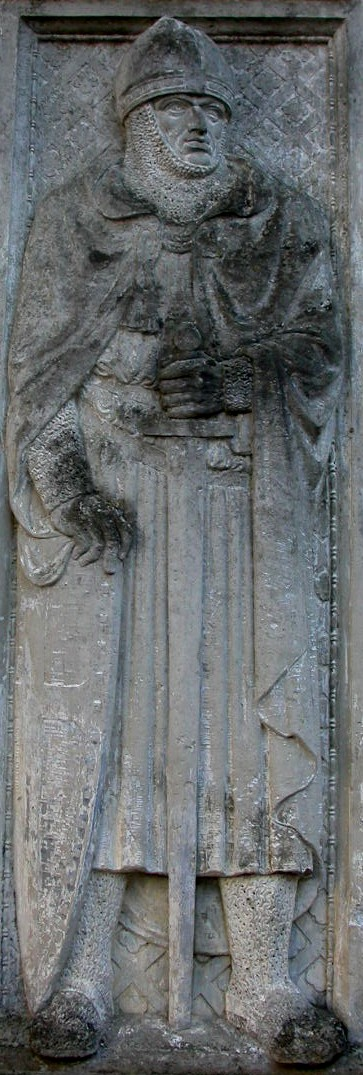
Dietrich von Grüningen

## Ordensämter
Als der livländische Schwertbrüderorden nach seiner schweren Niederlage gegen die litauischen Žemaiten in der Schlacht von Schaulen (22. September 1236) im Jahre 1237 durch Schiedsspruch des Papsts Gregor IX. als Livländischer Orden mit dem Deutschen Orden vereinigt wurde, sollte Dietrich von Grüningen wohl schon im gleichen Jahr Landmeister in Livland werden. Der damalige Hochmeister Hermann von Salza sah jedoch davon ab und setzte stattdessen Hermann von Balk, den Landmeister von Preußen, auch in Livland ein, wahrscheinlich weil Dietrich von Grüningen erst wenige Jahre zuvor in den Orden eingetreten war und noch sehr jung war. Grüningen mag jedoch bereits als Stellvertreter Balks in Livland gewirkt haben. Schon 1238, als Balk wegen schwerer Erkrankung und wegen ernsthafter Streitigkeiten mit dem Bischof von Riga, Nikolaus von Nauen, über die Herrschaftsrechte auf dem Gebiet des ehemaligen Schwertbrüderordens das Land verlassen hatte, folgte ihm Dietrich von Grüningen als Landmeister in Livland.
Grüningen blieb bis 1251 Landmeister in Livland, kurz unterbrochen 1241–1242 durch eine Interimsamtszeit von Andreas von Felben. Er war jedoch häufig als anti-staufischer Ordensdiplomat abwesend. Schon 1245 amtierte er zeitweise auch als Stellvertreter des Deutschmeisters. Von 1246 bis 1259 war er auch Landmeister von Preußen, wo er auf Poppo von Osterna (1244–1246) folgte. Von 1254 bis 1256 war er unter dem Hochmeister Poppo von Osterna in Personalunion sowohl Landmeister von Preußen als auch Deutschmeister.  Grüningen vollendete die Eroberung von Kurland und baute eine Anzahl von Burgen, so z. B. Burg Goldingen und Burg Amboten.
1254 leitete er eine Gesandtschaft des Ordens zu Papst Innozenz IV. in Rom; dabei erreichte er, dass der Papst in einer Bulle die Bischöfe von Kulm, Pomesanien und Kurland zur Unterstützung des Ordens bei der Christianisierung der eroberten Landschaften Barten und Galinden verpflichtete. Im Dezember 1254 schloss er im Namen des Ordens einen Vergleich mit dem Erzbischof von Riga und den Bischöfen von Ösel, Kurland und Dorpat, in dem sie sich über ihre jeweiligen Herrschaftsansprüche in Livland einigten. Beim Feldzug des Königs Ottokar II. von Böhmen gegen die Prußen im Samland im Frühjahr 1255 schloss sich Dietrich von Grüningen ihm in Elbing mit einem Aufgebot von Rittern aus Kulm und dem Ermland an; ebenso dabei war Markgraf Otto III. von Brandenburg.